# Село имени Кылышбай Ержанулы
Имени Кылышбай Ержанулы (каз. Қылышбай Ержанұлы  атындағы ауыл, до 200? г. — Карла Маркса) — аул в Мойынкумском районе Жамбылской области Казахстана. Административный центр и единственный населённый пункт Кылышбайского сельского округа. Код КАТО — 315640100.

## Население
В 1999 году население аула составляло 1076 человек (543 мужчины и 533 женщины). По данным переписи 2009 года, в ауле проживало 919 человек (477 мужчин и 442 женщины).